# 反人種差別
反人種差別（はんじんしゅさべつ）とは、人種差別に反対し、差別の撤廃に目指すことである。反レイシズム・アンチレイシズム(en:Anti-racism)とも言われる。国際社会においては1965年に国連総会において「人種差別撤廃条約（あらゆる形態の人種差別の撤廃に関する国際条約）」が採択されており、1966年に発効している。

## 運動・状況

### 日本
国際連合人権委員会が「現代的形態の人種主義、人種差別、外国人嫌悪および関連する不寛容に関する特別報告者」として任命したドゥドゥ・ディエンは、2006年1月24日に調査した内容を報告書としてまとめ、2005年に行った日本への訪問に関する付帯文書の中で「日本には人種差別と外国人嫌悪が存在し、それが3種類の被差別集団に影響を及ぼしているとの結論に達した。」と報告し、被差別集団を「部落の人びと、アイヌ民族および沖縄の人びとのようなナショナル・マイノリティ」・「朝鮮半島出身者・中国人を含む旧日本統治地域出身者およびその子孫」・「その他のアジア諸国および世界各地からやってきた外国人・移住者」と指定、公的機関が今まで行ってきた政策や措置に関しては、一部のマイノリティの一部の権利を促進する法律が複数採択されたことを評価しながらも、「人種差別を禁止し、かつ被害者に司法的救済を提供する国内法がないことに、懸念とともに留意するものである。」としている。そして、 「日本における人種差別の存在を認め、かつそれと闘う政治的意志を表明すること。」・「差別を禁止する国内法令を制定すること。」・「人種、皮膚の色、ジェンダー、出自・血統、国籍、民族的出身、障害、年齢、宗教および性的指向など、現代的差別における最も重要な分野を集約した、平等および人権のための国家委員会を設置すること。」・「 歴史の記述の見直しおよび歴史教育のプロセスに焦点を当てること。」と勧告している。法務省は「パリ原則に準じた国内人権機関設置に関する勧告・要請等」の中で、国際社会から受けた勧告・要請等のひとつとして公表しており、外務省で見解を発表している。
日本は、2015年の人権理事会により「賛成32、反対12、棄権３」の投票により採択された決議「美辞麗句から現実へ：人種主義、人種差別、外国人排斥および関連する不寛容に反対する具体的行動を求める世界的呼びかけ」を、大韓民国・ポルトガルと共に棄権した。

#### 批判や主張
ケント・ギルバートは、いわゆる『沖縄民族』への差別に関する主張について、「架空の主張」にすぎないとしており、沖縄に米軍基地が置かれていることは地勢的な理由のみであり、日本人にも沖縄県民にも「差別」の意識は存在しないと述べている。